# Glycera dentribranchia
Glycera dentribranchia är en ringmaskart som beskrevs av Lee 1985. Glycera dentribranchia ingår i släktet Glycera och familjen Glyceridae. Inga underarter finns listade i Catalogue of Life.